# Dieter Krauter
Dieter Krauter (* 13. Januar 1926 in Stuttgart; † 22. April 2007 ebenda) war ein deutscher Mikrobiologe und Herausgeber der Zeitschrift Mikrokosmos. Er war Mitautor des mikrobiologischen Standardwerkes Das Leben im Wassertropfen.
Dieter Krauter studierte an der TH Stuttgart Zoologie und weitere Fächer. Er promovierte 1951 zum Thema Über die Kopfnieren von Knochenfischen. Dieter Krauters Rigorosum betraf die Fächer Zoologie, Botanik und Geologie.
Gleich nach seiner Promotion wurde Krauter ab dem Jahrgang 1951/52 Herausgeber der Zeitschrift Mikrokosmos. Diese Position hatte er 41 Jahre lang inne.

## Publikationen
- Heinz Streble, Dieter Krauter, Annegret Bäuerle: Das Leben im Wassertropfen. Mikroflora und Mikrofauna des Süßwassers. Ein Bestimmungsbuch. 13. Auflage. Kosmos, Stuttgart 2017, ISBN 978-3-440-15694-0.
- Dieter Krauter: Mikroskopie im Alltag. Eine Einführung in die angewandte Mikroskopie auf einfacher Grundlage. 8. Auflage. Franckh, Stuttgart 1974, ISBN 3-440-03803-3.